# Photedes lutescens
Photedes lutescens är en fjärilsart som beskrevs av Adrian Hardy Haworth 1809. Photedes lutescens ingår i släktet Photedes och familjen nattflyn. Inga underarter finns listade i Catalogue of Life.